# Yvetot-Bocage
Yvetot-Bocage è un comune francese di 1 150 abitanti situato nel dipartimento della Manica nella regione della Normandia.

## Società

### Evoluzione demografica
Abitanti censiti